# جايسون لامار
جايسون لامار (بالإنجليزية: Jason Lamar)‏ هو لاعب كرة قدم أمريكية ولاعب كرة القدم الكندية أمريكي، ولد في 10 نوفمبر 1978 في ديترويت في الولايات المتحدة.

## وصلات خارجية
- جايسون لامار على موقع مرجع كرة القدم المحترفة.كوم (الإنجليزية)
- جايسون لامار على موقع JustSportsStats.com (الإنجليزية)